# Alois Krof
Alois Krof (ur. 8 lipca 1903, zm. w 1935) – czeski lekkoatleta reprezentujący Czechosłowację, długodystansowiec, olimpijczyk.

## Kariera sportowa
Zajął 16. miejsce w biegu maratońskim na igrzyskach olimpijskich w 1928 w Amsterdamie z czasem 2:43:18. Był to rekord Czechosłowacji.
Był trzykrotnym mistrzem Czechosłowacji w maratonie w latach 1926–1928, wicemistrzem w biegu na 10 000 metrów i w maratonie w 1925 oraz brązowym medalistą w biegu na 10 000 metrów w 1923 i w biegu przełajowym drużynowo w 1925.
Rekordy życiowe Krofa:
- bieg na 10 000 metrów  – 34:52,2 (1925)
- maraton – 1,81 m (5 sierpnia 1928, Amsterdam)

Reprezentował klub Sparta Praga.